# دهستان جامرود
 جامرود ، دهستانی است از توابع بخش مرکزی شهرستان تربت جام در استان خراسان رضوی.
جمعیت این دهستان بر اساس سرشماری سال ۱۳۸۵ (۲٬۱۳۳خانوار) ۹٬۶۵۱نفر 
بوده‌است.